# Obojak
Obojak är en ort i Bosnien och Hercegovina.   Den ligger i entiteten Federationen Bosnien och Hercegovina, i den centrala delen av landet, 40 km väster om huvudstaden Sarajevo. Obojak ligger 974 meter över havet och antalet invånare är 130.
Terrängen runt Obojak är kuperad åt nordost, men åt sydväst är den bergig. Närmaste större samhälle är Fojnica, 5,5 km sydost om Obojak.
Omgivningarna runt Obojak är en mosaik av jordbruksmark och naturlig växtlighet. Runt Obojak är det ganska tätbefolkat, med 93 invånare per kvadratkilometer.